# Ys I y II
Ys I y II (イースI・II Īsu Wan Tsū?) es un recopilatorio de videojuegos de rol de acción que consiste en remasterizaciones mejoradas de los dos primeros videojuegos de la serie Ys, lanzado para la PC Engine CD-ROM² por Nihon Falcom y Hudson Soft en 1989. Fue publicado como libros I y II de Ys para la TurboGrafx-CD en América del Norte en 1990, y era un paquete en el título para el TurboDuo en 1992.
Ys I y II fue lanzado en la Consola Virtual en Japón el 16 de octubre de 2007, en América del Norte el 25 de agosto de 2008, y en Europa y Australia el 5 de septiembre de 2008.
El 19 de marzo de 2020, el compilado es incluido en PC Engine Mini, pero está dividido en dos idiomas, cada una en carpetas separadas.

## Revisión
Ys I y II consta de los dos primeros juegos lanzados en la serie Ys, Ys I: Ancient Ys Vanished e Ys II: The Final Chapter, con gráficos mejorados, un Libro Rojo de la banda sonora de CD de audio y escenas animadas de corte.
En ambos juegos el jugador controla a un espadachín pelirrojo llamado Adol Christin. En Ys I, Adol parte a Esteria, pero una tormenta hizo que naufragara, en la búsqueda de los seis libros de Ys. Estos libros contienen la historia de la antigua, desaparecicida tierra de Ys, y le dará el conocimiento que necesita para derrotar a las fuerzas del mal actualmente recorriendo la tierra de Esteria.
En Ys II Adol se transporta a Ys, y comienza una búsqueda para desentrañar los secretos de la tierra, y, finalmente, deshacerse de él y Esteria del mal. Todas las traducciones en Inglés de Ys II eran parte de una recopilatorio, no hay una versión independiente, con excepción para iOS y Android, ha sido localizado.

## Versiones

### Windows 98/ME/2000/XP
Ys I & II Complete (Transliterado como Ys I y II Completa) fue lanzado en Japón para Microsoft Windows el 28 de junio de 2001. Contiene gráficos actualizados y secuencias de FMV.

### PlayStation 2
Ys I y II: Eternal Story fue lanzado para PlayStation 2 el 7 de octubre de 2003. Basado en Ys I y II Complete, este también añade nuevos personajes y elementos junto con las mejoras del juego anterior. Eternal Story también fue publicado únicamente en Japón.

### Nintendo DS
Legacy of Ys: Books I & II fue lanzado para Nintendo DS en los Estados Unidos el 24 de febrero de 2009. La nueva versión incluye gráficos 3D, sonido actualizado, y un modo multijugador para hasta 4 personas. Cada copia de la primera edición del juego también incluye un CD de banda sonora como bonificación. El sistema "Bump" es remplazado por Hack and Slash si el jugador usa las teclas en vez del lápiz táctil.
StageSelect.com otorgó al remake de Nintendo DS, un 8/10 y considera que es una adición válida a la colección nostálgica de cualquiera.

### PlayStation Portable
Ys I y II Chronicles fue lanzado para PlayStation Portable (PSP) el 16 de julio de 2009. También se basa en Ys I y II completa. XSEED Games ha localizado y publicado el juego en América del Norte, donde fue lanzado el 22 de febrero de 2011. Al comenzar un nuevo juego, el jugador puede elegir entre dos modos de juego diferentes, que muestra retratos de personajes del lanzamiento de Windows en 2001, o en su totalidad, nuevos retratos creados para esta versión. La banda sonora se puede cambiar en cualquier momento durante el juego, entre la del lanzamiento de PC88, el lanzamiento de Windows en 2001, o una completa re-orquestada banda sonora creada para la edición de PSP. 

### Windows 7/8.1/10
El 24 de diciembre de 2009 se publicó Ys I y II Chronicles en Japón para Windows XP, Vista y 7. También se basa en Ys I y II Complete. El 2013, Xseed Games localizó esta versión y lo renombró a Ys I y II Chronicles+, disponible para Windows 7/8.1/10 en Steam y posteriormente en GOG.com. Chronicles+ incluye la opción de escalar pantalla a 4:3 (para el mapeado estilo Complete, con recuadro y todo) y a 16:9 (para el mapeado estilo Chronicles, como se ve en PSP), pero este último se recomienda pantalla de 16:9.

### iOS/Android
También hubo entregas para iOS y Android, pero fueron lanzados en juegos separados el 2015 y 2016 las versiones I y II, respectivamente por DotEmu. Todas las funciones fueron reestructuradas para usarse con la pantalla táctil.